# Ballena Greta
«Greta» es el nombre del esqueleto de ballena que se encuentra en el Salón Central del Museo Nacional de Historia Natural de Chile. Este cetáceo -un ejemplar de Balaenoptera borealis- es el símbolo del museo (el esqueleto se incluye en su logo) y una de las piezas principales de su colección. En 2013 fue bautizada como «Greta» en honor a Grete Mostny, directora del museo entre 1964 y 1982.

## Historia
La ballena del MNHN varó en las costas de Valparaíso en abril de 1889. El día 6 de ese mes, el intendente de Valparaíso, Ramón Sánchez, envió un telegrama al ministro de Justicia, Culto e Instrucción Pública, indicándole que, por encargo del entonces director del MNHN, Rodulfo Amando Philippi, se estaba procesando el cuerpo de ballena que varó en la costa días antes y que era necesario saber si se autorizaban los gastos que significaría el traslado del cetáceo hasta Santiago. Finalmente el traslado de la ballena se hizo utilizando tren para llegar a la capital, y carretas para acarrear el ejemplar desde la Estación Central hasta el Museo Nacional de Historia Natural. 
El traslado de la ballena y su instalación en el MNHN significó una serie de modificaciones al interior de la institución. En primer lugar, se dispusieron de nuevas oficinas, en las cuales pudiesen trabajar los jefes de las secciones de Zoología, Botánica y Mineralogía. Las grandes modificaciones en las instalaciones del museo tuvieron que ver con la preparación de la ballena. Según cuenta Rodulfo Philippi en un informe al ministro de Justicia, fue necesario construir en el patio del museo, una poza de diez metros de largo, tres de ancho y de un metro de profundidad, para macerar los huesos del cetáceo. Dada la urgencia que demandaba el procesamiento del ejemplar, su traslado al museo y la habilitación de espacios para trabajar el esqueleto, Philippi pagó de su bolsillo todos los gastos que demandó el proceso. De esta manera, Philippi debió gastar 416 pesos de la época en comprar la ballena, una primera limpieza de los huesos y el viaje de un disector a Valparaíso; luego debió desembolsar 279 pesos, que corresponden al costo de la poza de cal y ladrillo que se habilitó en el museo.

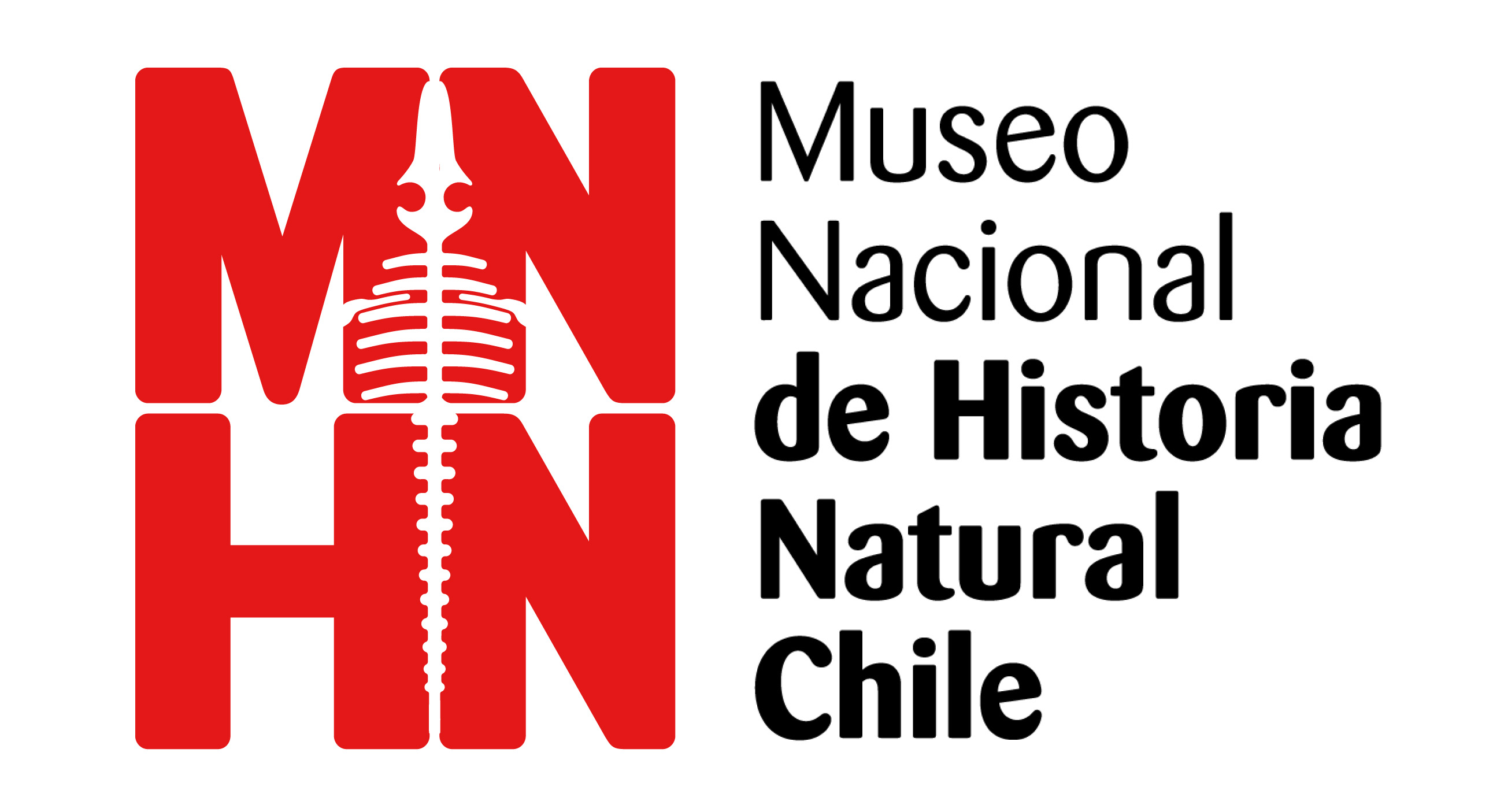
Logo del MNHN, que incluye en su centro el esqueleto de la ballena.

El tratamiento del esqueleto de la ballena fue arduo y tomó años de trabajo. Los huesos fueron lavados y limpiados en varias ocasiones a lo largo de seis años, y demandó un costo de 133 pesos en personal contratado exclusivamente para este fin. Recién el día 13 de marzo de 1895 se pudo iniciar el montaje del esqueleto en el Salón Central, cuyo costo ascendió a 1.500 pesos. Este montaje finalizó siete años después de que la ballena llegara al MNHN, hasta su emplazamiento en el sector norte del Salón Central del edificio. 85 años después, en 1980, fue desplazada hacia el sector sur del mismo salón, ubicación que mantiene hasta hoy.
Dentro de las curiosidades que encierra la historia de la ballena del MNHN, una de ellas es que fue colocada en el Salón Central para impedir que se realizaran bailes y eventos de sociedad en él. El último evento de esta naturaleza en el museo se realizó en 1876. En septiembre de ese año, el entonces ministro de Educación Miguel Luis Amunátegui le escribió a Rodulfo Philippi solicitando que le cediera las instalaciones del museo para una fiesta que se realizó el 7 de octubre en honor al presidente Federico Errázuriz Zañartu. En los trece años siguientes, hasta la instalación de la ballena, no se registran eventos sociales en los salones del museo.

## Estudios sobre su identidad

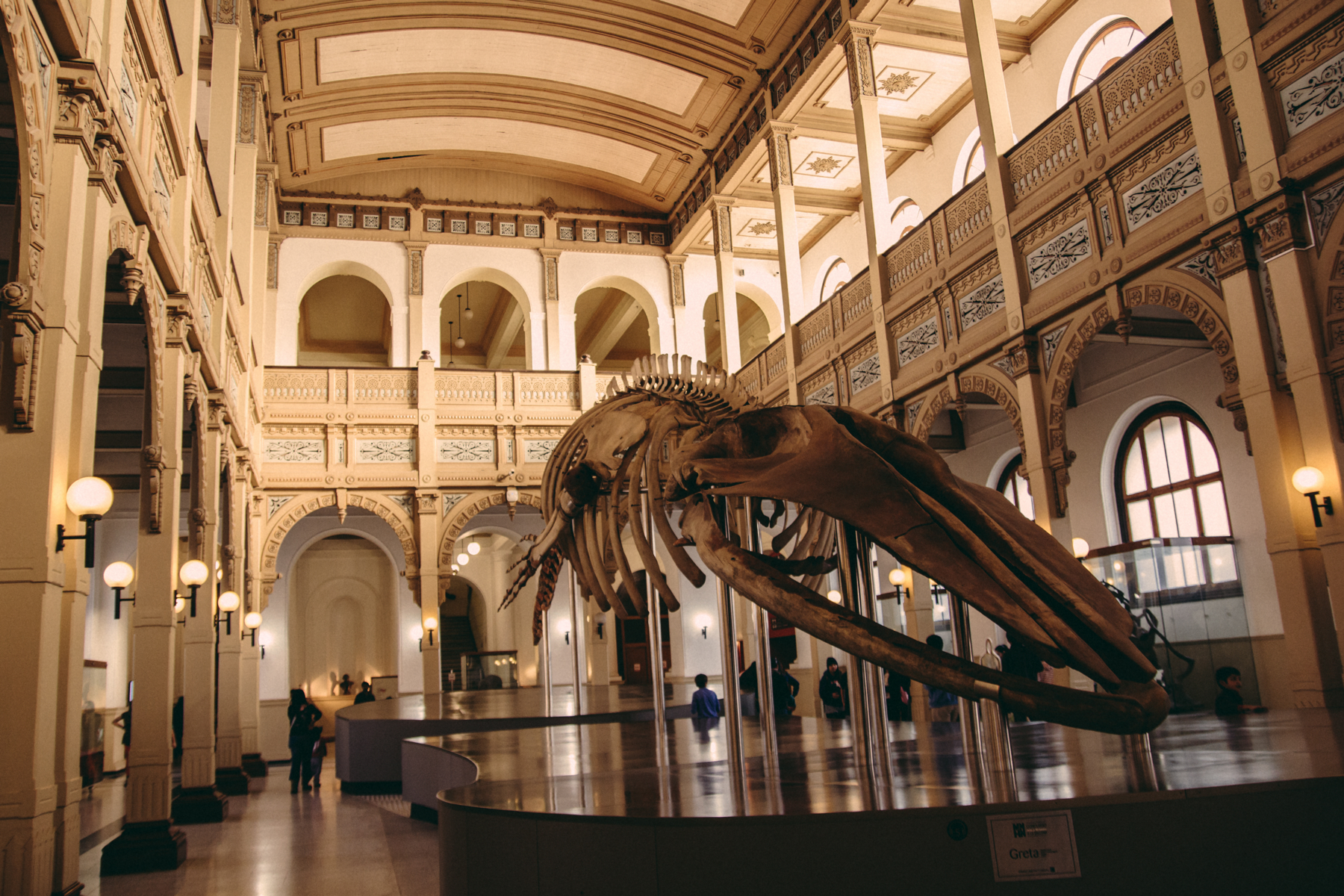
Disposición final del esqueleto de la ballena del Museo Nacional de Historia Natural de Chile, 2014

La ballena del MNHN ha sido identificada de diversas maneras. En un principio se pensó que era un ejemplar de ballena azul y posteriormente se creyó que el esqueleto correspondía a una ballena de aleta. Sin embargo, estudios recientes han permitido concluir que el esqueleto corresponde a un ejemplar de Balaenoptera borealis o rorcual del Norte.
La primera identificación de la ballena la realizó el propio Rodulfo Philippi en 1889, quien la denominó Balaena antarctica. La creencia de que la ballena del MNHN era una ballena azul (Balaenoptera musculus) prevaleció durante décadas, hasta que en 1980 el biólogo Walter Sielfeld -mientras preparaba su libro Mamíferos marinos de Chile- revisó el ejemplar y concluyó que el esqueleto mal identificado, puesto que no pertenecía a esa especie. 
Sielfeld concluyó esto luego de percatarse de que la forma general de los huesos del rostro y el paladar de la ballena no correspondían a una ballena azul. Esto fue confirmado por el biólogo holandés Koen Van Waerebeek, por lo que era necesario corregir la identificación, lo que ocurrió en 2000 por parte de José Yáñez, exjefe Científico y actual curador senior del MNHN, y el biólogo especialista en cetáceos Gian Paolo Sanino, quienes constataron el error de identificar el esqueleto como uno de ballena azul, y lo reidentificaron como uno de ballena de aleta (Balaenoptera physalus). El propio Yáñez señala que la dificultad para identificar correctamente la ballena radica en que durante su montaje original, que se realizó entre 1889 y 1896, se utilizó yeso, que cubrió varias partes de la anatomía del cetáceo. 
Un dato del uso del yeso en la ballena del MNHN es que, de los 18 metros de longitud que tenía la ballena antes de su renovación en 2013, 2,6 metros eran yeso distribuido entre las vértebras. Restando el yeso utilizado en la ballena, se obtiene una longitud de 15,9 metros del ejemplar, similar a los 15 metros que se registran en la medición realizada por Philippi en 1889.

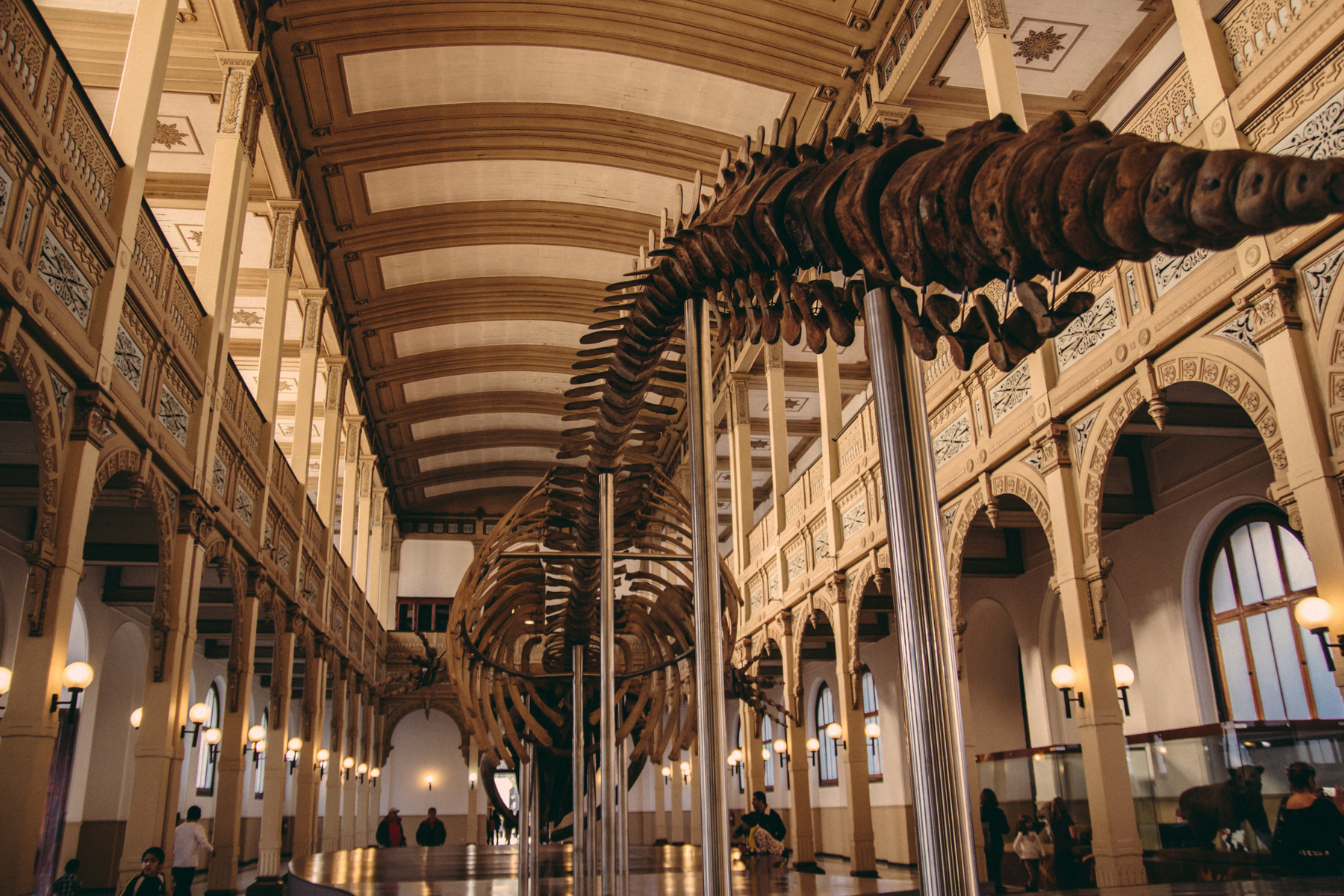
Greta en el Museo Nacional de Historia Natural de Chile

La identificación del ejemplar como Balaenoptera borealis, se realizó a partir de los trabajos de desmontaje y renovación del esqueleto, que se realizaron entre noviembre de 2012 y agosto de 2013. En el proceso de búsqueda de los antecedentes taxonómicos de la ballena participaron José Yáñez, Gian Paolo Sanino y Jhoann Canto, curador del Área de Vertebrados del museo.
La investigación permitió descartar que el esqueleto corresponda a una ballena de aleta, gracias al análisis de su rama mandibular. La clasificación como ballena de aleta fue establecida por los propios Yáñez y Sanino el año 2000.
No obstante, en la publicación de los resultados de la investigación en el Boletín del MNHN, los investigadores señalan que esta categorización tampoco es definitiva y que deberá ser complementada a futuro con diagnósticos moleculares y craneométricos: “Basándonos en la información surgida sobre el ejemplar MNHN, apoyada por el análisis de espacio intervertebral, la corrección de los análisis de osteometría relativa y la serie de criterios complementarios incorporados por esta contribución: elementos anatómicos presentes en la rama mandibular; en la forma del vómer y el basioccipital y finalmente en algunas características exhibidas por la bula timpánica, se desprende que la identidad taxonómica de la ballena del Museo Nacional de Historia Natural corresponde con la mayor probabilidad a la especie Balaenoptera borealis”.

## Renovaciones del esqueleto y base

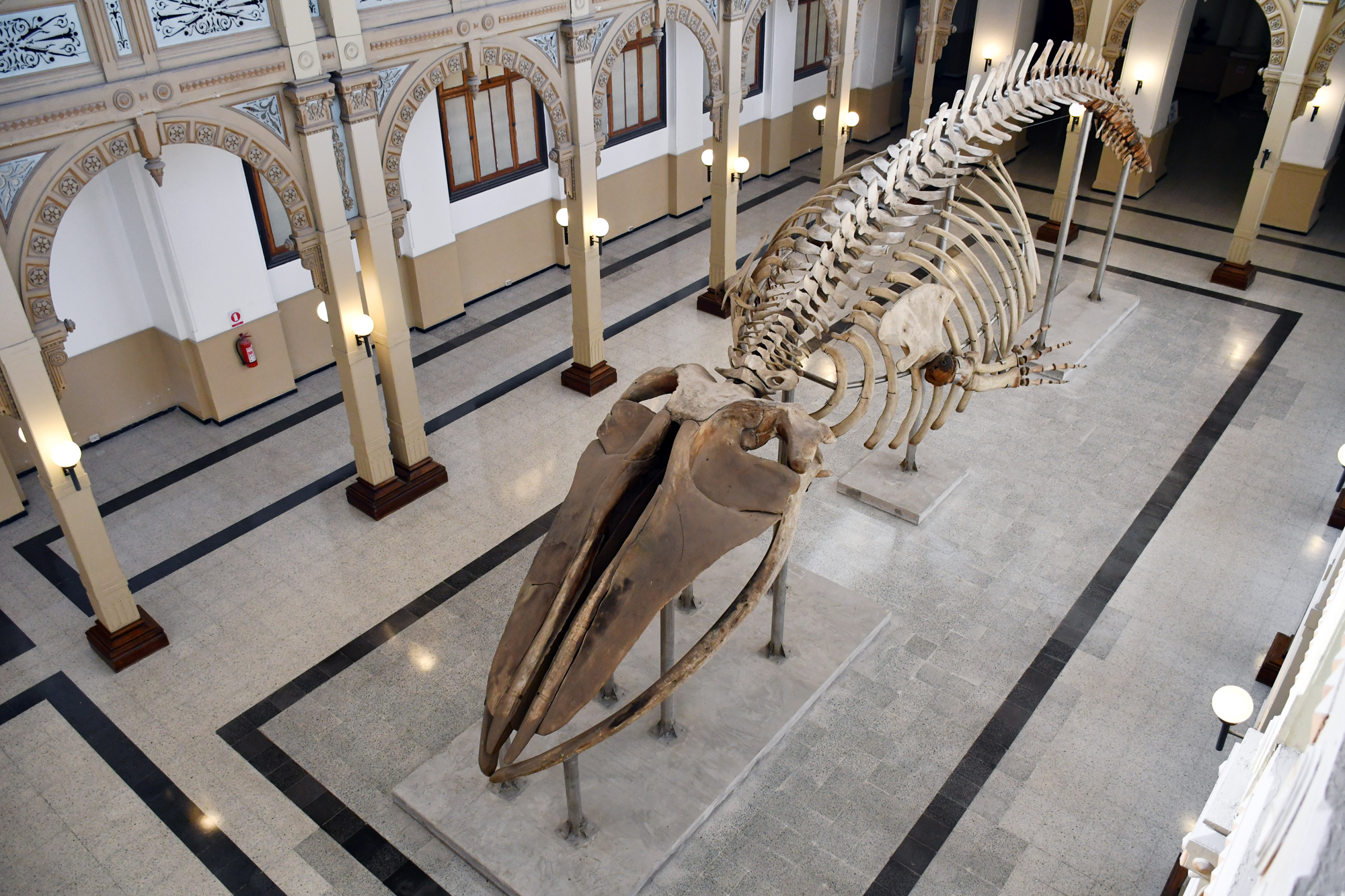
Ballena Greta del Museo Nacional de Historia Natural de Chile en 2022.

El trabajo de desmontaje y renovación de la ballena permitió también disponer el esqueleto de forma anatómicamente correcta, además de la realización de tratamientos de restauración y conservación de todo el material del esqueleto. Los trabajos permitieron concluir que los huesos del cetáceo tienen un largo de 15,9 metros, mientras que la disposición original (con el esqueleto en posición horizontal) daba una longitud de 18,5. Toda la labor de renovación fue llevada a cabo por un equipo multidisciplinario, que, entre otras labores, limpió y reparó 57 vértebras del animal. En total se limpiaron y renovaron 185 piezas óseas, así como la fabricación de estructuras faltantes. El espíritu que rigió el trabajo de renovación del esqueleto de la ballena es el de mínima intervención y de reversibilidad de los tratamientos aplicados. Además el trabajo se realizó en el propio Salón Central del museo, por lo que pudo ser apreciado de primera mano por los visitantes.
Hasta antes de esta renovación, el esqueleto de la ballena presentaba una serie de problemas, como la pérdida de huesos, la fragilidad de las piezas por desgaste de aceites, suciedad, rastros de intervenciones previas y también por efectos de terremotos, en las que se utilizaron diversos elementos como tarugos de madera, yeso dental y una larga pieza de metal que mantenía unidas las vértebras de la ballena. El trabajo sirvió también para obtener información más precisa sobre la morfología del animal, modificar su postura y también para garantizar su preservación. El nuevo montaje consideró aspectos biológicos y estéticos. La posición y la estructura del esqueleto debían de dar cuenta de su anatomía, y los huesos fueron dispuestos sobre soportes de acero inoxidable.
Posteriormente, entre los años 2021 y 2022, se hicieron nuevos trabajos en la base de la ballena, removiendo la base que tenía desde 2013.

## «Greta», la ballena del MNHN
En 2013, con motivo del fin de los trabajos de renovación del esqueleto, el museo realizó un concurso para bautizar a su ícono institucional. El certamen estaba destinado para que niños y jóvenes entre 4 y 17 años participaran con sus propuestas para nombrar al cetáceo. Finalmente, el jurado encargado de dirimir al ganador, eligió de forma unánime el nombre «Greta», propuesto por un niño de seis años, Martín Contreras, quien eligió este nombre para homenajear a quien fuera directora del MNHN entre 1964 y 1982, la doctora Grete Mostny.